# Albornos
Albornos è un comune spagnolo di 250 abitanti situato nella comunità autonoma di Castiglia e León.